# Кастелли, Роберто
Роберто Кастелли (итал. Roberto Castelli; род. 12 июля 1946, Лекко, Ломбардия) — итальянский политик, министр юстиции (2001—2006).

## Биография
Окончил Миланский технический университет по специальности инженера-механика и впоследствии работал в области прикладной акустики. Накопленный опыт позволил ему заняться проектами в рамках Национального исследовательского совета (CNR), а также в качестве консультанта Европейской комиссии он занимался выработкой технических регламентов ЕЭС. В 1986 году вступил в Ломбардскую лигу Умберто Босси и стал её политическим активистом. Сначала возглавил отделение партии в провинции Комо, а в 2002 году — и саму Ломбардскую лигу, которая к этому времени была уже подразделением Лиги Севера.
В 1992—1996 годах входил во фракцию Лиги Севера Палаты депутатов 11-го и 12-го созывов.
С 1996 по 2013 год являлся сенатором с 13-го по 16-й созыв парламента.
С 10 июня 2001 года по 23 апреля 2005 года являлся министром юстиции во втором правительстве Берлускони и затем до 17 мая 2006 года занимал ту же должность в третьем правительстве Берлускони.
С 12 мая 2008 по 21 мая 2009 года являлся младшим статс-секретарём Министерства инфраструктуры и транспорта, а затем до 16 ноября 2011 года — заместителем министра инфраструктуры и транспорта в четвёртом правительстве Берлускони.
В 2010 году принял участие в выборах мэра Лекко при поддержке правоцентристской коалиции, но с результатом 44,2 % неожиданно уступил кандидату левоцентристов Вирджинио Бривио (50,2 %). Будучи членом административного комитета при казначействе Лиги Севера, Кастелли весной 2012 года после коррупционного скандала вокруг казначея партии Франческо Бельсито был смещён однопартийцами с занимаемой им должности, однако никакие официальные обвинения органы следствия ему не предъявляли. 31 декабря 2012 года объявил об отказе от перевыборов в Сенат в 2013 году.
В 2022 был внесён кандидатом в списки голосования за президента Итальянской республики.

## Личная жизнь
Женат на Саре Фумагалли (Sara Fumagalli). После долгой совместной жизни, уже имя 27-летнего сына, супруги совершили венчание по кельтскому обряду с участием священнослужителя-друида. Увлекается парусным спортом, многие годы владеет 12-метровой парусной яхтой, не ест мяса, но не отказался от употребления в пищу рыбы.